# Free State of Jones
Free State of Jones (bra: Um Estado de Liberdade; prt: Estado Livre de Jones) é um filme americano lançado dia 17 de novembro de 2016, dirigido por Gary Ross com atuações de Matthew McConaughey, Gugu Mbatha-Raw, Mahershala Ali, Keri Russell e Brendan Gleeson. Inspirado na vida de Newton Knight e a resistência contra a Confederação em Jones County, Mississippi, durante a Guerra Civil Americana.
Foi lançado nos Estados Unidos sob o selo da STX Entretenimento no dia 24 de junho de 2016. Ele recebeu críticas mistas dos críticos e arrecadou apenas U$ 25 milhões sob um orçamento de US$ 50 milhões.

## Premissa
A trama é baseada na história real do Condado de Jones, Mississippi durante a Guerra Civil e do período a seguir. Embora os fatos contados no filme sejam mera ficção,  seguem a história do condado de Jones, e muitos dos eventos retratados (mas não todos) são verdade. O filme é creditado como "baseado nos livros O Estado Livre de Jones de Victoria E. Bynum e O Estado de Jones dos autores Sally Jenkins e John Stauffer". 

### Enredo
Em 1862, depois de sobreviver a Batalha de Corinth, Newton Knight (Matthew McConaughey), um fazendeiro pobre do condado de Jones servindo como médico no campo de batalha no Exército Confederado, deserta e retorna para casa para sua fazenda e sua parente, Serena (Keri Russell). Enquanto lá, ele faz amizade com Rachel (Gugu Mbatha-Raw), uma escrava que secretamente aprendeu a ler.
O desencanto de Newton com a Confederação cresce depois de descobrir que as tropas estavam confiscando fazendas e gado para os impostos. Depois de ajudar uma família a resistir a uma invasão, ele é mordido por um cão treinado para caçar escravos. Com a ajuda da abolicionista tia Sally e outros escravos, ele escapa para um pântano onde vários outros escravos fugitivos liderados por Moses Washington (Mahershala Ali) tratam de suas feridas.
Após o Cerco de Vicksburg, muitos confederados abandonam seu posto, e muitos deles acabaram no pântano. Os confederados e os escravos fugitivos se reuniram e criaram uma revolta contra a Confederação. Eles atingem seu objetivo e capturam um pedaço do sudeste do Mississippi, organizando-o como o "Estado Livre de Jones". Embora recebam pouca ajuda da União, conseguem manter-se até o fim da guerra.
Newton retoma o combate à desigualdade racial. Ele ajudou a libertar o filho de Moses de seu "regime de aprendizagem" com o ex-dono de Rachel, e luta pelo direito de escravos libertos de votarem. Ele e Rachel têm um filho, Jason. Impedido de se casar legalmente, Newton toma providências para deixar à mulher uma parte de suas terras.
A história é intercalada com a trajetória do bisneto de Newton, Davis Knight, que é preso por violar as leis de segregação do estado do Mississípi 85 anos após a guerra. Como ele tem possivelmente um-oitavo de ascendência negra, sob as leis do Mississípi à época, ele é considerado negro e, portanto, não pode se casar legalmente com seu amor de juventude, que é uma mulher branca. Ele é condenado a cinco anos de prisão, mas sua condenação é revogada pelo Supremo Tribunal do Mississípi em 1949, temendo que a lei seja declarada inconstitucional pela corte federal.

### Desenvolvimento
Em 5 de Novembro de 2014, um artigo da Deadline anunciou que Matthew McConaughey iria estrelar como Newton Knight, líder da rebelião da Guerra Civil, com Gary Ross dirigindo o filme. A  STX entretenimento foi selecionada para financiar a obra com até US $ 20 milhões do orçamento de US $ 65 milhões. a IM Global de co-financiá-lo, enquanto a STX irá lançar o filme.
Jon Kilik, Scott Stuber e Ross produziram a película. Em 6 de janeiro de 2015, Gugu Mbatha-Raw foi definida para desempenhar o papel de Rachel, ex-escrava e, posteriormente, esposa de Knight. Keri Russell e Mahershala Ali se juntaram ao drama sobre a Guerra Civil em 12 de fevereiro, onde Russell iria interpretar a esposa de Knight, Serena, enquanto Ali foi selecionado para ineterpretar Moses Washington, um escravo fugido que se junta a rebelião de Knight.
Filmagens
No início de fevereiro de 2015, o Projeto fundation informou que a produção estava prevista para 23 fevereiro - 21 de maio em New Orleans e Lafayette , Louisiana . Em 10 de fevereiro, McConaughey foi visto ensaiando para o filme em Nova Orleans e novamente em 21 de fevereiro com as roupas do filme. A fotografia principal começou em 23 de fevereiro, e foi programado para terminar em 28 de maio.Em 9 de Março, Adam Fogelson, presidente da STX Entertainment anunciou o início da produção em torno de Nova Orleans, com a divulgação de uma foto primária.  Em maio de 2015, Clinton foi o locaL escolhido , com o Leste Feliciana Parish como um set de filmagem. Em 25 de maio, 2015, algumas filmagens ocorreram no Chicot State Park em torno de Ville Platte, Louisiana .